# 聖母升天主教座堂 (加德滿都)
27°40′23″N 85°18′25″E / 27.6730°N 85.3070°E

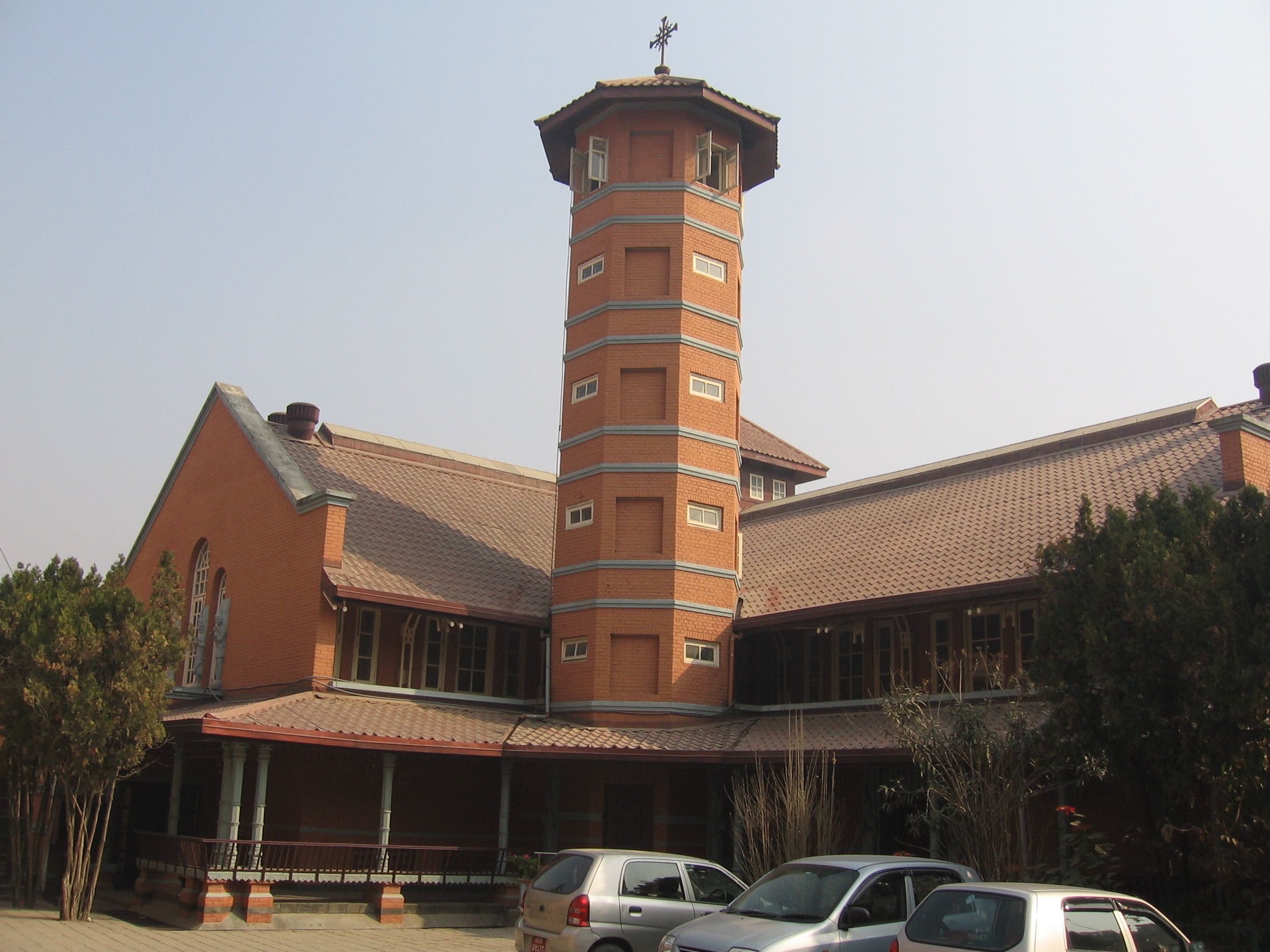
2013年外貌

聖母升天主教座堂是尼泊爾一家天主教主教座堂，是天主教尼泊爾宗座代牧區的主教座堂。

## 历史
座堂位於首都加德滿都以南的帕坦，揉合了哥德、印度和佛教建築的風格，可容納一千人參與彌撒。
座堂於1995年8月15日啟用，當日適逢聖母升天節而得名。
2009年，座堂發生汽車炸彈爆炸，造成一名女童身亡、十五人受傷。2017年4月18日，座堂被一群「不明來歷的人」闖入，部分神父住宅和教堂的西邊被焚燬。一輛汽車和兩輛摩托車也完全被毀，但無人員傷亡。